# Hérodiade (film 1910)
Hérodiade è un cortometraggio del 1910 diretto da Georges Hatot e Victorin-Hippolyte Jasset. Il soggetto è tratto dalla novella Erodiade di Gustave Flaubert.

## Trama
Erode è il governatore della Galilea; sua moglie Erodiade è criticata da Giovanni Battista per la sua vita viziosa. Erodiade, risentita delle accuse, cerca di porre fine alle sue minacce e lo fa incarcerare.